# Paraphlomis
Paraphlomis  é um gênero botânico da família Lamiaceae

## Espécies
Apresenta 31 espécies:
Paraphlomis albida Paraphlomis albiflora Paraphlomis albo
Paraphlomis biflora Paraphlomis brevidens Paraphlomis brevifolia
Paraphlomis foliata Paraphlomis formosana Paraphlomis gracilis
Paraphlomis hirsuta Paraphlomis hirsutissima Paraphlomis hispida
Paraphlomis intermedia Paraphlomis javanica Paraphlomis kwangtungensis
Paraphlomis lanceolata Paraphlomis lancidentata Paraphlomis lutienensis
Paraphlomis membranacea Paraphlomis oblongifolia Paraphlomis pagantha
Paraphlomis parviflora Paraphlomis patentisetulosa Paraphlomis paucisetosa
Paraphlomis reflexa Paraphlomis rugosa Paraphlomis seticalyx
Paraphlomis setulosa Paraphlomis shunchangensis Paraphlomis subcoriacea
Paraphlomis tomentoso